# هنري إس. كولمان
هنري إس. كولمان (بالإنجليزية: Henry S. Coleman)‏ هو ضابط أمريكي، ولد في 20 أبريل 1926، وتوفي في 31 يناير 2006 بسبب مرض دموي.